# Aleksandra Kobielak
Aleksandra Kobielak (ur. 24 stycznia 1971 w Gdańsku) – polska modelka fitness, aktorka, Mistrzyni Świata Fitness z 2000 roku w kategorii poniżej 160 cm.

## Życiorys
Absolwentka Akademii Wychowania Fizycznego w Gdańsku. Od 1997 roku zawodniczka gdańskiego klubu sportowego „Body Club”. Znalazła się na okładkach magazynów: Playboy, „Mr.Olympia”, „FLEX”, „Muscle and Fitness Hers”.
Mieszka w Gdańsku.

## Tytuły mistrzowskie[2]
| Zawody                                                                                       | Lokata |
| -------------------------------------------------------------------------------------------- | ------ |
| Olympia Weekend Fitness Figure IFBB 2004 Las Vegas                                           | 1.     |
| Mistrzostwa Polski Kobiet w Fitness 2000 Białystok                                           | 1.     |
| Jan Tana Pro Classic-Fitness 2001 Lynchburg                                                  | 1.     |
| Mistrzostwo Świata w Fitness 2000 (IFBB 2000) Warszawa                                       | 1.     |
| Mistrzostwo Europy Fitness 2000 Torremolinos                                                 | 1.     |
| Mistrzostwo Świata w Kulturystyce i Fitness 1999 (do 160 cm) Sydney                          | 3.     |
| Mistrzostwa Polski Kobiet i Mężczyzn w Kulturystyce 1999 (do 160 cm) Wrocław                 | 1.     |
| Mistrzostwo Kobiet i Mężczyzn w Kulturystyce 1999 (do 160 cm) Nowy Targ                      | 1.     |
| Wicemistrzostwo Świata 1998 Alicante                                                         | 2.     |
| Mistrzostwo Polski Kobiet i Mężczyzn w Kulturystyce 1998 Bełchatów                           | 1.     |
| Mistrzostwa Europy Kobiet i Par Mieszanych w Kulturystyce 1998 Płońsk                        | 1.     |
| Mistrzostwa Polski Kobiet w Fitness oraz Kulturystyka Kobiet i Par Mieszanych 1998 Białystok | 1.     |
| Puchar Polski w Fitness 1997 Ciechanów                                                       | 2.     |
| Międzynarodowe Zawody w Fitness „Gilbert’s Show” 1997 Belgia                                 | 3.     |
| Mistrzostwa Polski w gimnastyce artystycznej 1986 Poznań                                     | 1.     |
| Mistrzostwa Polski w gimnastyce artystycznej 1986 Gdynia                                     | 1.     |

## Filmografia
- 2010: „Freight” – jako Carla[6]

## DVD[7]
- 2004: „Ms. Olympia, Fitness Olympia & Figure Olympia 2004”
- 2003: „Ms. Olympia, Fitness Olympia & Figure Olympia 2003”
- 2003: „Ms. Olympia & 1st Figure Olympia 2003”
- 2002: „Fitness Olympia 2002”
- 2001: „Fitness Olympia 2001”

## Nagrody
- 2000: Nagroda Prezydenta Gdańska za szczególne osiągnięcia sportowe.
- 1999: Wyróżnienie Prezydenta Gdańska za szczególne osiągnięcia sportowe[8].